# Ljubica Čakarević
Ljubica Čakarević cyr. Љубица Чакаревић (ur. 1894 w Užicach, zm. 1980 w Sarajewie) – serbska bohaterka I wojny światowej. Odznaczona w 1918 roku Medalem Waleczności.

## Życiorys
Ljubica Čakarević urodziła się w Užicach w 1894 roku. Jej ojciec był nauczycielem. Pracowała jako nauczycielka, a gdy wybuchła wojna razem ze swoją siostrą Milicą została pielęgniarką w Szpitalu Wojskowym w Užicach. Ojciec i dwaj bracia zostali powołani do wojska. Podczas okupacji Serbii przez wojska austro-węgierskie nie podjęła pracy w szkole, bo nie chciała pracować dla okupanta. Latem 1918 roku z grupą dowodzoną przez Dragutina Jovanovicia-Lune wyruszyła na front salonicki, by po 27 dniach przedzierania się przez tereny okupowane przez Bułgarów przekazać serbskiemu dowództwu cenne informacje z okupowanej ojczyzny. Pozostała na froncie, zachęcając żołnierzy do walki, opowiadając im o okrucieństwach okupanta. Nadano jej przydomek Jovanka Orleanka. Marszałkowie Stepa Stepanović i Živojin Mišić, których spotkała na froncie, powiedzieli jej, że jest pierwszym posłańcem z Serbii. Za ten wyczyn została odznaczona złotym Medalem Waleczności.
Po zakończeniu wojny Čakarević wróciła do nauczania. W 1921 roku wyszła za mąż za syna włoskiego konsula w Belgradzie Nikolę Di Sorno. Mieli córkę Idę. Mieszkali w Rzymie, Genui i Mediolanie. W 1980 roku podczas wizyty u swojego brata Milutina w Sarajewie zachorowała i zmarła. Została pochowana w Sarajewie. 20 października 2017 roku jej szczątki zostały przeniesione do rodzinnego miasta Užice, gdzie z wojskowymi honorami pochowano ją w grobie rodzinnym na tamtejszym cmentarzu. W pogrzebie wzięli udział przedstawiciele władz miasta, cerkwi prawosławnej i armii.

## Upamiętnienie
Jej imię nadano jednej z ulic w Užicach.